# 蕭子琳
蕭 子琳（しょう しりん、永明3年（485年）- 永泰元年1月25日（498年3月3日））は、南朝斉の皇族。南康王。武帝蕭賾の十九男。字は雲璋。

## 経歴
蕭賾と荀昭華のあいだの子として生まれた。武帝が荀氏をたいへん寵愛したため、子琳も偏愛された。永明7年（489年）3月、宣城王に封じられた。永明8年（490年）12月、南康王に改封された。永明9年（491年）、武帝が子琳のために青陽巷に新居を建設させた。
永泰元年正月丁未（498年3月3日）、子琳は明帝の命により殺害された。享年は14。

## 伝記資料
- 『南斉書』巻40 列伝第21
- 『南史』巻44 列伝第34